# Trachypithecus cristatus
El lutung o langur plateado (Trachypithecus cristatus) es una especie de primate catarrino de la familia Cercopithecidae. Es arbóreo y habita en los bosques costeros, manglares y riberas de los ríos de Sumatra y Borneo.

## Descripción
El langur plateado es un mono de tamaño medio con una cola larga no prensil. Su pelaje es de color grisáceo, marrón obscuro o negro, dándole un aspecto uniformemente plateado. A diferencia de algunas especies relacionadas, no tiene marcas pálidas en la cara o el cuerpo, excepto un parche de pelo blanquecino en la ingle de las hembras. En la cabeza el pelaje forma una cresta en la cabeza y el pelo sobre las mejillas es largo, llegando a ocultar las orejas. Las manos y pies carecen de pelo, son de color obscuro y el pulgar y grueso artejo son oponibles.
Las hembras miden entre 46 y 51 cm con un peso promedio de 5,7 kg y una larga cola de 67 a 75 cm. Los machos son ligeramente más grandes con una talla de 50 a 58 cm y un peso de 6,6 kg y una cola entre 67 y 75 cm.
Al igual que los otros langures, el langur plateado posee un estómago voluminoso de tres compartimentos, requerido para digerir la celulosa de su dieta herbívora, guardando algunas similitudes con el estómago de los rumiantes. Su intestino es muy largo, aun entre los langures, y tiene un buen número de dilataciones a lo largo de su trayecto, sitios donde ocurre fermentación adicional de la materia vegetal. Sus dientes tienen crestas diseñadas para moler y otras modificaciones que les permiten masticar hojas duras.

## Distribución y hábitat
El lutung plateado se distribuye a través de Borneo y Sumatra, y por el suroeste de las islas Natuna y otras islas vecinas. Habita los manglares, riberas y bosques cercanos, evitando generalmente alejarse demasiado de las costas y ríos.
El número e identidad de las subespecies ha sido fuente de debate. Hasta el 2013 se habían considerado dos especies dentro del género:
- Trachypithecus cristatus cristatus - Borneo, Sumatra, islas Natuna
- Trachypithecus cristatus selangorensis - península de Malaca

Sin embargo, T. c. subsp. selangorensis fue ascendida al rango de especie (Trachypithecus selangorensis) el 2013 a partir de estudios filogenéticos.
No obstante, en otras fuentes como la publicación Mammal Species of the World, todavía se clasifican los langures plateados de las islas Natuna como una subespecie, denominada T. c. vigilans.

## Dieta y ecología
La especie tiene una dieta basada en vegetales (folívora), la cual incluye una proporción más alta de hojas que cualquier otro colobino. Sin embargo, también incluyen en su dieta frutas y algunas semillas y flores, lo cual constituye solo el 9% de la dieta; son capaces de alimentarse de hojas más duras y maduras que cualquier otra de las especies relacionadas. Debido a estas características, los langures plateados no viven en las mismas áreas boscosas que las otras especies de primates. Cuando conviven en una misma zona, estos generalmente se ubican en el dosel medio del bosque, dejando las ramas altas para las especies con una dieta más frugívora.
Los depredadores locales capaces de capturar a los langures plateados incluye a los leopardos, tigres, doles y algunas serpientes grandes. Los binturongs, civetas y otros carnívoros pequeños, probablemente sean capaces de capturar crías.
Los langures plateados son poco susceptibles a adquirir contagios de los humanos, incluyendo la infección por VIH, siendo por este motivo usados en experimentos médicos.

## Comportamiento

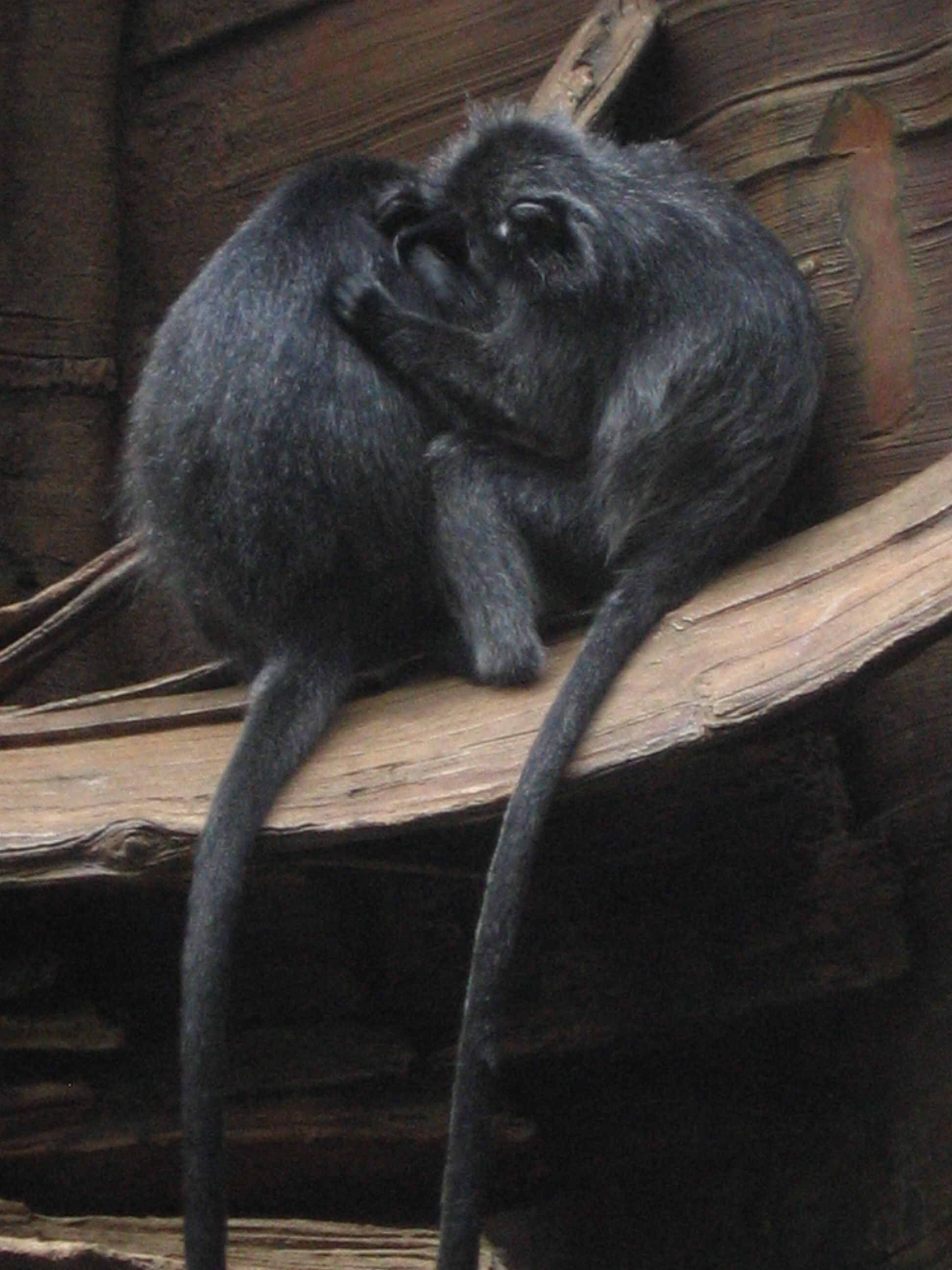
Acicalamiento entre langures plateados.

Los langures plateados son animales diurnos; viajan en grupos de entre 9 y 40 individuos, compuestos por un macho adultos y varias hembras que cooperativamente cuidan de los jóvenes. En raras ocasiones bajan de los árboles, lo cual les garantiza protección contra los depredadores terrestres. Cada uno de estos grupos ocupan un territorio de entre 20 y 43 hectáreas, pudiendo superponerse con el territorio de grupos vecinos. Durante el día pueden cubrir hasta 500 metros de distancia en el bosque, con algunos subgrupos formados exclusivamente por hembras, que se separan del grupo en el que encuentra el macho. Las totalidad del grupo se reúne en un solo árbol para pernoctar.
La estructura social es matrileneal basada en un harem. Las hembras permanecen en el grupo por toda la vida, mientras los machos lo abandonan en cuanto alcanzan la edad adulta, viviendo en pequeños grupos de solteros hasta que son capaces de establecer su propio harem. Dentro del grupo los machos ejercen dominio sobre las hembras y aquellas con descendencia lo hacen sobre las que no la tienen; sin embargo, el nivel de agresión dentro de los grupos es bajo, comparado con el de algunas especies relacionadas.
Debido a que el territorio de algunos grupos puede confluir, a menudo estos entran en contacto. El macho dominante es el encargado de proteger su grupo y territorio de machos rivales, comunicando su estatus por medio de vocalizaciones y despliegues. En ausencia del macho, las hembras de grupos de grupos diferentes con más frecuencia interactúan pacíficamente. El conflicto más serio se produce cuando un macho intruso irrumpe en el territorio de ocho macho, lo cual puede terminar en la toma de control del grupo por parte de un nuevo macho. En muchos primates, cuando este evento sucede es frecuente que el usurpador termine matando a la prole engendrada por su predecesor; sin embargo, aunque es probable que esto ocurra en los langures plateados, el evento no se ha observado directamente y probable que esto ocurra con menos frecuencia que en otras especies de primate.
A pesar de que son menos vocales que las otras especies estrechamente relacionadas, poseen al menos trecevocalizaciones diferentes, siendo la más común el canto emitido por los machos adultos mientras defienden su territorio. Otras vocalizaciones expresan temor, enojo, excitación y satisfacción, aparte de varios llamados que emiten los infantes.

## Reproducción y ciclo vital

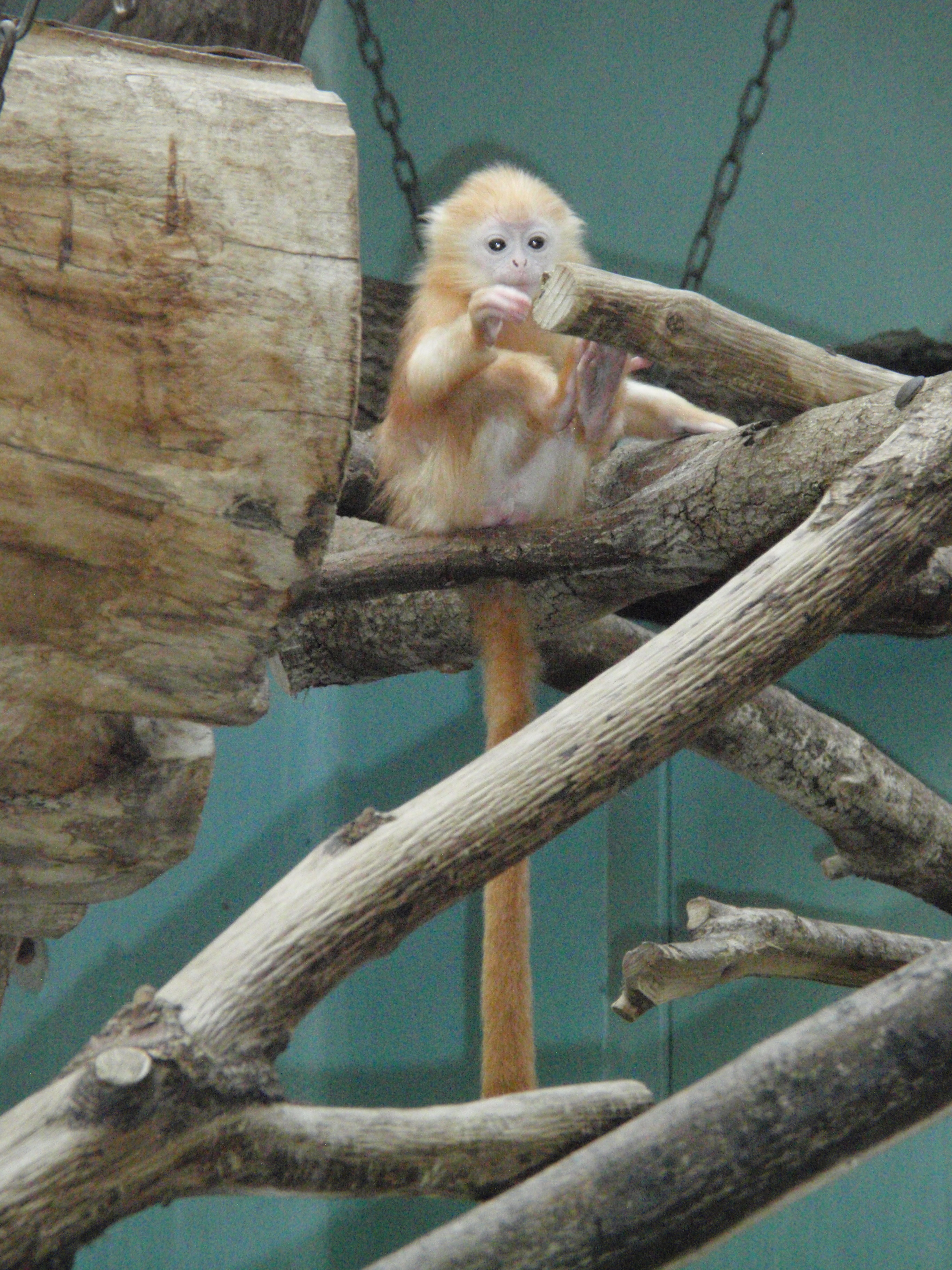
Langur plateado juvenil con pelaje anaranjado y piel clara.

El apareamiento sucede durante todo el año sin identificarse una estación de época de apareamiento propiamente dicha, con un intervalo entre gestaciones que oscila entre 18 y 24 meses. La hembra atrae al macho con movimientos laterales de la cabeza y la copulación puede repetirse algunas veces durante el encuentro. Se han observado casos de hembras que llegan a la menopausia en su hábitat, llegando a sobrevivir hasta 9 años después de la última gestación.
La hembra da a luz una cría después de un periodo de gestación de entre 181 y 200 días. Al nacer los vástagos pesan alrededor de 400 g y miden unos 20 cm, se encuentran bien desarrollados y son capaces de asirse fuertemente a su madre. Los pequeños nace con una cubierta de pelo de color naranja y la piel desnuda en blanca en la cara, manos y pies. La piel cambia rápidamente al tono obscuro de los adultos, pero el pelaje alcanza el característico color negro plateado hasta los cinco meses de vida. El cuidado de los pequeños está a cargo de todas las hembras del grupo de modo comunitario y el destete se prolonga hasta los 18 meses, a pesar de que su medre biológica deja de producir leche al año del nacimiento. Los jóvenes alcanzan la madurez sexual casi tan pronto como destetan y las hembras en poromedio tienen su primer gestación a los 35 meses de edad. Ejemplares de esta especie han llegado a vivir en cautiverio hasta 31 años.

## Evolución
Lo análisis genéticos mostraron que la especie evolucionó durante en proceso rápido de especiación que sucedió entre hace 0,95 y 1,25 millones de años, evento en el cual se originaron todas las especies pertenecientes al grupo T. cristatus. A causa de la relativa velocidad y diversidad de este evento las especies de este grupo son difíciles de identificar genéticamente y existen alugunas dudas que incluso realmente sean especies diferentes. A pesar de que la especie más relacionada con el langur plateado es el langur de Java (Trachypithecus auratus), también existen reportes de híbridos con el langur de Phayre (Trachypithecus phayrei), del cual se considera pertenece a un grupo diferente dentro de la especie.
Se conocen fósiles procedentes del Pleistoceno Superior, ocupando el mismo territorio actual. Algunos de estos fósiles tenían los molares más grandes que los ejemplares existentes, sin embargo, no se han asignado a subespecies distintas.

## Conservación
El langur plateado se considera una especie casi amenazada por parte de la UICN, y se incluye en el apéndice II de la CITES. Su hábitat se encuentra severamente amenazado en toda su área de distribución por la tala para la industria maderera y la apertura de terreno para plantaciones de palma de aceite. Otra fuente de amenaza es su caza como fuente de alimento y la captura para el tráfico de mascotas.